# Clara Morgane
Emmanuelle Aurélie Munos (Marsella; 25 de enero de 1981), más conocida como Clara Morgane, es una actriz pornográfica y modelo francesa. Se inició como top model en 1993.
Premiada con L'Hot d'Or en 2001 como "Best French Starlet". Desde septiembre de 2001 conduce el programa de Canal Plus Journal du hard; en mayo de 2002 fue la Pet de Penthouse, y en 2003 publicó su autobiografía con el título Sex Star. Como actriz no ha participado en numerosos rodajes. Es considerada bisexual.
En 2005 fue premiada como francesa del año por la revista FHM Francia.
Ha creado también su propia línea de lencería íntima femenina, Clara M., y ha hecho sus pinitos como cantante con su álbum Sexy girl.

## Filmografía

### Directora
- Luxure, (2003)

### Actriz
- Project X, dirigida por Fred Coppula (2001).
- Max, dirigida por Fred Coppula (2001).
- La Collectionneuse, dirigida por Fred Coppula (2001).
- Faites l'Amour avec Clara Morgane, dirigida por Fred Coppula (2001).
- Max 2, dirigida por Fred Coppula (2001).
- Les dessous de Clara Morgane, dirigida por Fred Coppula (2002).
- La Candidate, dirigida por Fred Coppula (2002).
- Snowboarder, dirigida por Olias Barco (2002).
- La Cambrioleuse, dirigida por Fred Coppula (2002).
- Le Journal de Pauline, dirigida por Fred Coppula (2002).
- Sex Total, dirigida por Fred Coppula (2004).

### Cantante
- Sexi girl, single (2007)